# Sigma Librae
Désignations
Sigma Librae (σ Lib / σ Librae) dans la Désignation de Bayer est une étoile de la constellation de la Balance.
Notons que cette étoile avait initialement reçu Gamma Scorpii (γ Sco) dans la Désignation de Bayer bien qu'elle soit à l'intérieur de la constellation de la Balance et loin de la limite avec le Scorpion. Elle ne reçut sa désignation actuelle de Bayer Sigma Librae qu'au XIXe siècle.

## Nomenclature
Brachium est le nom de Sigma Librae aujourd’hui retenu par l’Union astronomique internationale (UAI). À l’origine de cette appellation, on trouve cette remarque de Bayer pour cette étoile qu’il nomme γ Sco : « Ad chelam Austrina, Virgilius brachium, Anonym. cornu dixit. Arabicè Zubenelgenubi, Zuben Hakrabi, etc. », remarque d'ailleurs relayée par Richard Allen (1899).
On trouve d’autres noms pour cette étoile, qui viennent du texte de Johann Bayer cité ci-dessus : 
Zubenelgenubi, qui est l’arabe الزبانى الجنوبي al-Zubānā l-Ğanūbī (voir pour les explications de ce nom l’étoile Alpha Librae). 
Zubenalakravi, qui est l’arabe زبانى العقرب Zubānā l-ᶜAqrab  (voir pour les explications de ce nom l’étoile Gamma Librae).
Enfin Cornu, qui est le calque latin de l’arabe قرن qarn. Ce nom existe sous la forme Cerenayn alalcrab dans le Libro del saber de astrología (ca. 1275]. C'est l'arabe قرنين العقرب Qarnayn al-ᶜAqrab (accusatif), absent chez ᶜAbd al-Raḥmān al-Ṣūfī (964), mais qui a été pris chez un auteur arabe utilisant pour « la pince », le mot قرن qarn, qui est le correspondant arabe de l’akkadien SI = qarnu, littéralement « la Corne », précisément employé pour alpha et beta Librae.

## Propriétés
Sigma Librae est une géante rouge de type spectral M2.5III. Il s'agit d'une étoile variable semi-régulière dont la magnitude apparente varie entre 3,20 et 3,46. Les mesures de sa parallaxe annuelle effectuées par le satellite Hipparcos ont permis de déterminer qu'elle est distante d'environ ∼ 288 a.l. (∼ 88,3 pc) de la Terre et elle se rapproche de nous avec une vitesse radiale de −3,90 km/s.